# High Road
High Road (с англ. — «Шоссе») — четвёртый студийный альбом американской певицы Кеши. Релиз альбома состоялся 31 января 2020 года под руководством лейблов RCA Records и Kemosabe.. Альбом был написан в соавторстве с Джеффом Бхаскером и Райаном Льюисом. 21 октября 2019 года Rolling Stone опубликовал видео-трейлер альбома с отрывками нескольких песен и видеоклипов. Для продвижения альбома Кеша отправится в High Road Tour в 2021 году.

## Идея и создание альбома
В октябре 2019 года Кеша рассказала Rolling Stone, что новый альбом конкретно отличается от его предшественника — Rainbow. Так же, она сказала: «Я воссоединилась с безудержной радостью и дикостью, которая всегда была частью меня - и в этом процессе у меня было самое забавное, что я когда-либо делала, записывая альбом». Она продолжила: «В Rainbow мне приходилось заниматься некоторыми очень серьезными вещами и теперь, на этот раз я вернула себе любовь к жизни и поп-музыке!».
Альбом «ознаменует собой полное возвращение Кеши к поп-корням». Он был написан ей самой в соавторстве с её матерью Пиб Себерт, Рэйблом, Джастином Трантером, Тейлой Паркс, Нейтом Рюссом и Дэном Рейнольдсом.

## Продвижение
Чтобы продвигать свой альбом, фанаты могли звонить на специальную горячую линию, чтобы получать информацию о новой музыке. Когда они звонят, отвечает записанное Кешей сообщение: «Разве все мы не демоны? Разве мы все не любим поднимать маленький ад? Я знаю, что знаю. Время спасаться, вы все. Освободите этих демонов. Пусть они танцуют!» Отправляется текстовое сообщение со ссылкой для регистрации в телефонной книге Кеши». После регистрации, фанаты должны получить сообщение с текстом: «Не могу попасть на небеса, не устроив немного ада, дорогая! Поехали!». Затем, приходит ещё одно текстовое сообщение, в котором фанат звонит на горячую линию и Кеша объявляет сингл «Raising Hell».
24 октября 2019 состоялась премьера лид-сингла и видеоклипа «Raising Hell», записанного при участии американского травести рэп-исполнителя Биг Фрида. Так же, в iTunes открылся пред-заказ альбома, релиз которого изначально был назначен на 10 января, а в итоге был перенесён на 31 января 2020 года.
21 ноября 2019 для прослушивания стал доступен трек «My Own Dance», который стал вторым синглом в поддержку альбома. Так же, состоялась премьера видеоклипа на данную композицию. Режиссёром клипа выступила Элли Авитал.
12 декабря 2019 для прослушивания стал доступен трек «Resentment», записанный при участии Брайана Уилсона и Стерджилла Симпсона, который стал первым промосинглом в поддержку данного альбома. Так же, на Youtube канале Кеши было опубликовано видеосопровождение песни.
28 января 2020 года для прослушивания стал доступен трек «Tonight», который стал вторым промосинглом в поддержку альбома.

## Список композиций
| №                   | Название                                                 | Автор(ы)                                                   | Продюсеры             | Длительность |
| ------------------- | -------------------------------------------------------- | ---------------------------------------------------------- | --------------------- | ------------ |
| 1.                  | «Tonight»                                                | Kesha Sebert Stephen Wrabel [ 9 ]                          |                       | 3:15         |
| 2.                  | «My Own Dance»                                           | K. Sebert Daniel Reynolds Justin Tranter John Hill [ 10 ]  | K. Sebert John Hill   | 2:41         |
| 3.                  | «Raising Hell» (featuring Big Freedia)                   | K. Sebert Wrabel Sean Douglas Ajay Bhattacharya            | Stint Omega           | 2:49         |
| 4.                  | «High Road»                                              | K. Sebert Nate Ruess Wrabel Jeff Basker Pebe Sebert        | K. Sebert Jeff Basker | 3:19         |
| 5.                  | «Shadow»                                                 | K. Sebert Wrabel                                           |                       | 3:33         |
| 6.                  | «Honey»                                                  | K. Sebert Chelcee Grimes Tayla Parx Stuart Crichton [ 11 ] |                       | 3:21         |
| 7.                  | «Cowboy Blues»                                           | K. Sebert Wrabel Eric James Drew Pearson                   | Drew Pearson          | 4:00         |
| 8.                  | «Resentment» (featuring Brian Wilson & Sturgill Simpson) | K. Sebert Wrabel Jamie Floyd Madi Diaz                     | John Hill             | 2:52         |
| 9.                  | «Little Bit Of Love»                                     | K. Sebert Wrabel Nate Ruess Stint                          | Stint                 | 2:22         |
| 10.                 | «Birthday Suit»                                          | K. Sebert Grimes Crichton                                  | Crichton              | 2:56         |
| 11.                 | «Kinky» (featuring Ke$ha)                                | K. Sebert Wrabel Sean Douglas Stint                        | Stint                 | 3:25         |
| 12.                 | «The Potato Song (Cuz I Want To)»                        | Kesha Sebert Pebe Sebert                                   |                       | 3:33         |
| 13.                 | «BFF» (featuring Wrabel)                                 | K. Sebert Wrabel Crichton Pebe Sebert                      |                       | 4:11         |
| 14.                 | «Father Daughter Dance»                                  | K. Sebert Drew Pearson                                     |                       | 2:37         |
| 15.                 | «Chasing Thunder»                                        | K. Sebert Wrabel Jeff Basker Louis Shoorl                  | Jeff Basker           | 3:41         |
| Общая длительность: | Общая длительность:                                      | Общая длительность:                                        | Общая длительность:   | 48:33        |

| №                   | Название            | Автор(ы)                                       | Продюсеры           | Длительность |
| ------------------- | ------------------- | ---------------------------------------------- | ------------------- | ------------ |
| 16.                 | «Summer»            | Kesha Sebert Ryan Lewis Bill Danoff Tayla Parx | Ryan Lewis          | 3:30         |
| Общая длительность: | Общая длительность: | Общая длительность:                            | Общая длительность: | 48:85        |

| №                   | Название            | Автор(ы)                         | Продюсеры           | Длительность |
| ------------------- | ------------------- | -------------------------------- | ------------------- | ------------ |
| 16.                 | «Big Bad Wolf»      | Kesha Sebert Wrabel Drew Pearson | Drew Pearson        | 3:37         |
| Общая длительность: | Общая длительность: | Общая длительность:              | Общая длительность: | 52:22        |